# ヤン・フェルハス
ヤン・フェルハス（Jan Verhas 、Jan Frans Verhas、Jean-François Verhasとも、1834年1月9日 - 1896年10月31日）は、ベルギーの写実主義の画家である。富裕層の子供の生活などの風俗画や海岸の海の風景、静物画などを描いた。

## 略歴
オースト＝フランデレン州のデンデルモンデに生まれた。父親のフランス・エマニュエル・フェルハス(Frans Emmanuel Verhas)は画家で、デンデルモンデの美術学校で20年ほど教え、校長になった人物である。兄のフランス・フェルハス(Frans Verhas : 1827-1897)も画家になった。
兄とともに父親の教えている美術学校で学んだ後、1853年からアントウェルペン王立芸術学院に入学し、ニケーズ・ド・ケイゼルらに学んだ。1860年に卒業すると、数か月、パリに滞在した後、ローマ留学の奨学金の得られるベルギーのローマ賞のコンクールに参加し、2位に終わったが、政府から、特別奨学金を受け、17世紀にスペインとオランダが戦ったカロの戦い(Bataille de Calloo)を描いた作品の注文を受けた。
1862年に、パリ、リヨンを経由して3か月ほどイタリアに旅し、トリノやミラノ、ヴェネツィアに滞在し、イタリアの巨匠たちの作品を研究した。旅行資金が不足したので、イタリアを離れ、当時兄が働いていたパリに戻り、兄が描いていた装飾画の制作を手伝った。その後、アントウェルペンに戻り、肖像画家として働きながら、1863年に政府依頼の戦争画を完成させた。
1863年からエノー州のバンシュに4年ほど住み、そこで結婚した後、ブリュッセルに移った。ベルギーの富裕層の子供たちっを描いた作品で知られるようになり、アカデミック美術のスタイルで感傷的な雰囲気の作品を描き、各地の展覧会に出展した。1881年のパリのサロンで、2等のメダルを受賞し、1889年のパリ万国博覧会の展覧会で金メダルを受賞した。
1881年にフランス政府からレジオンドヌール勲章（シュバリエ）を受勲し、ベルギー政府からもレオポルト勲章を受勲した。
晩年はベルギーの海岸の街クノック＝ヘイストのヘイスト＝アーン＝ゼーの別荘で多くの時間を過ごし、海岸や海の風景を描いた。
1896年にスカールベークで亡くなった。

## 作品

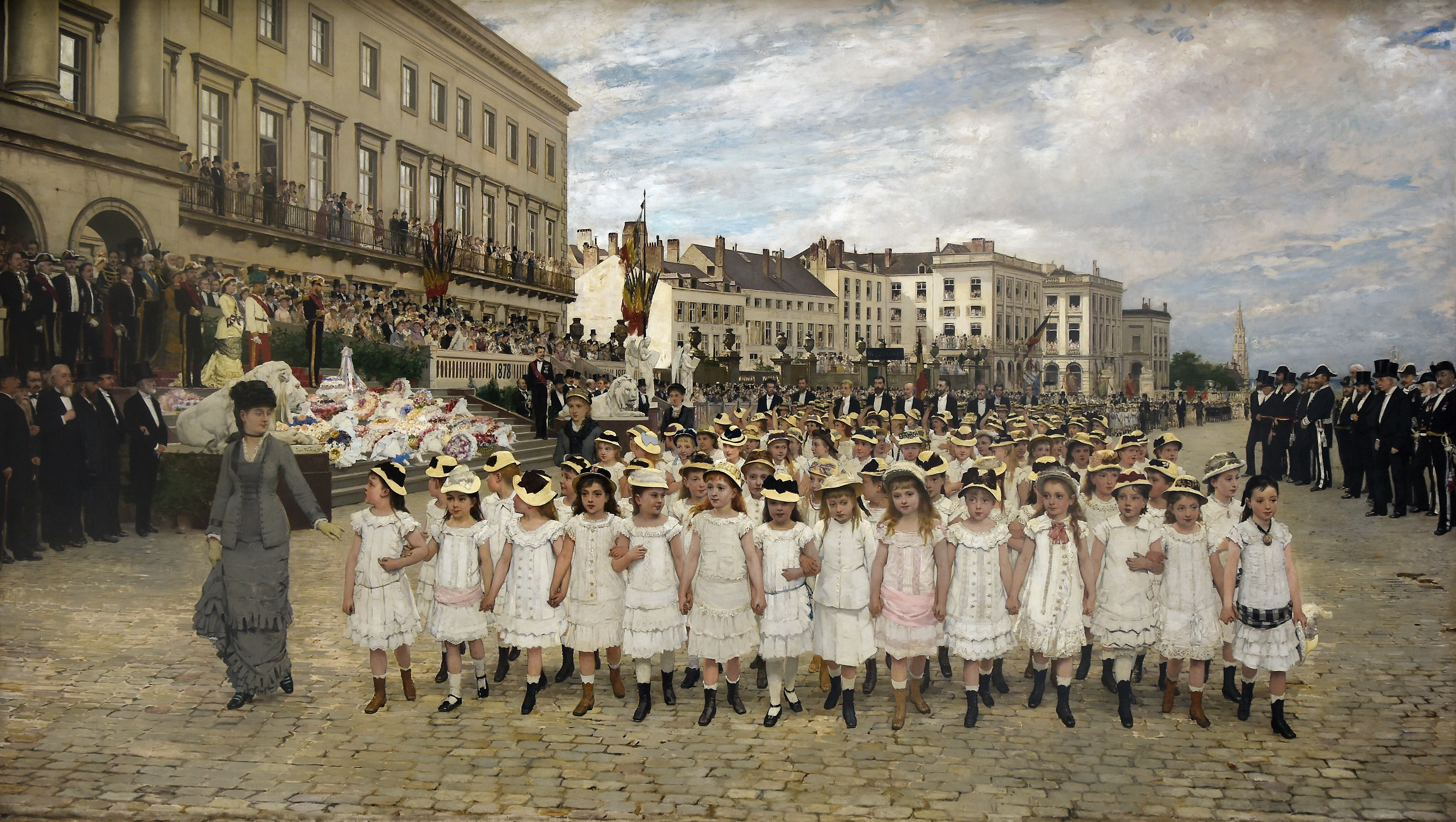
生徒たちの行列 、 ベルギー王立美術館蔵
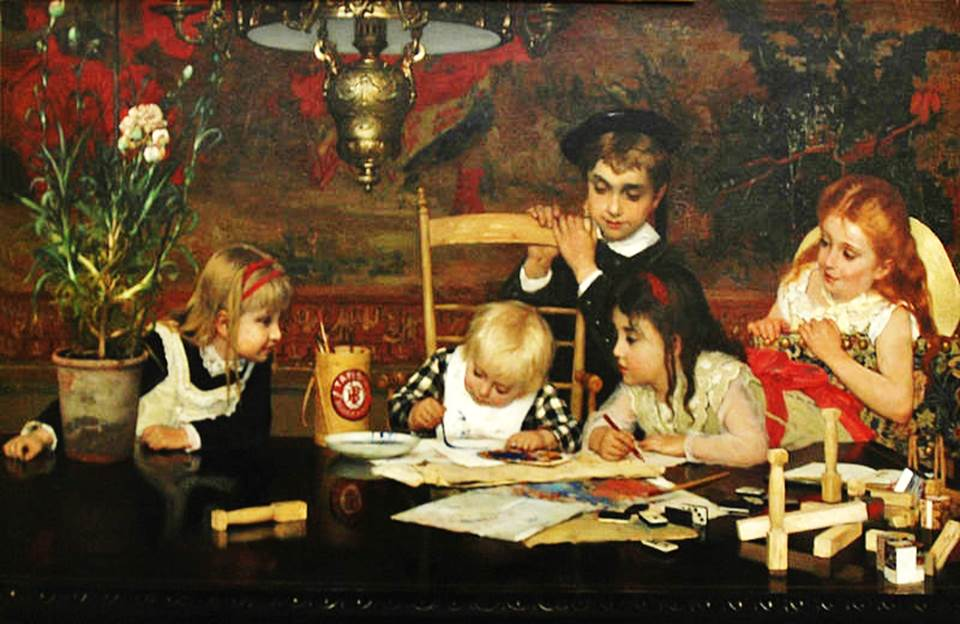
絵の名人 (1877)、ヘント美術館蔵
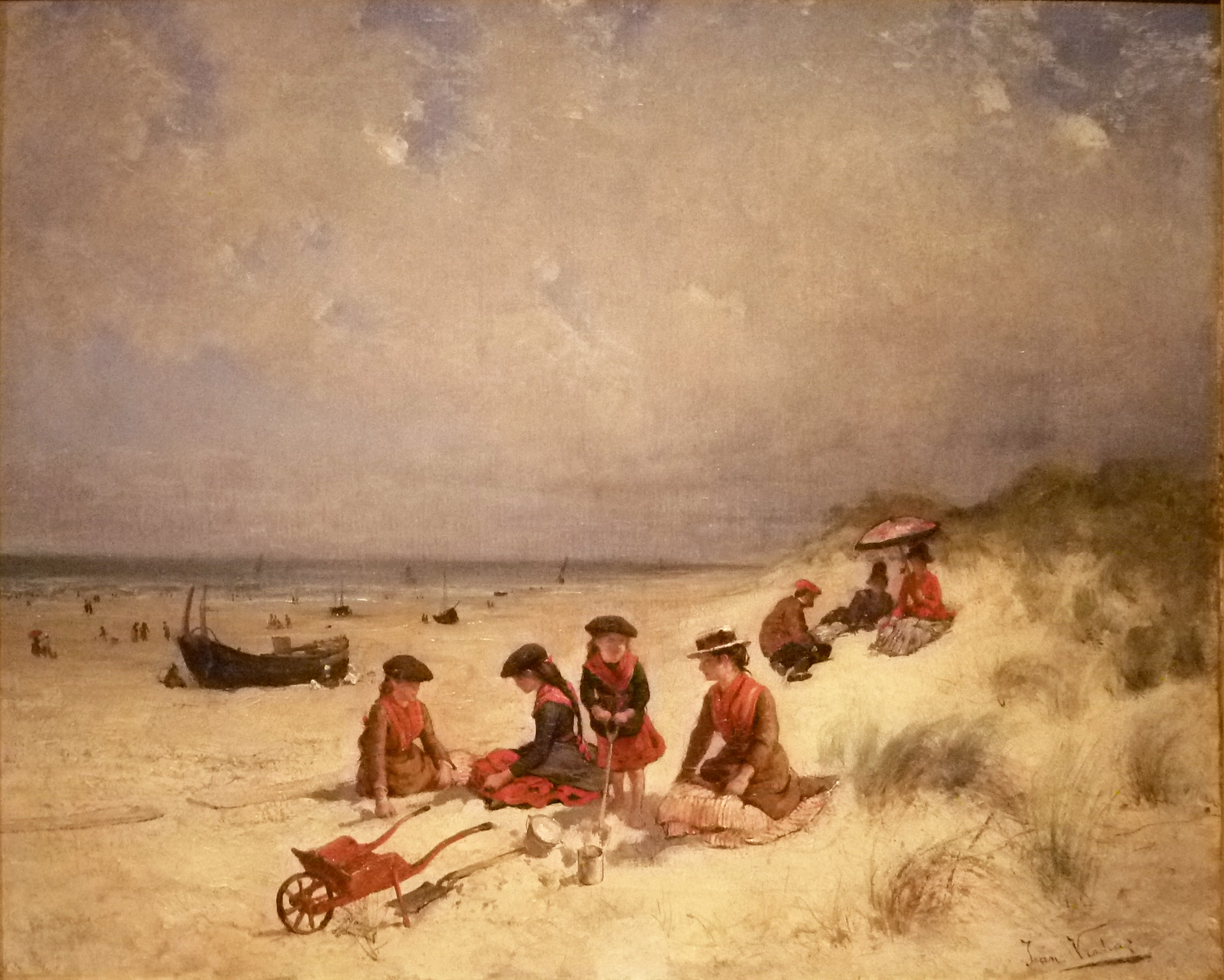
砂浜に座る人々 個人蔵

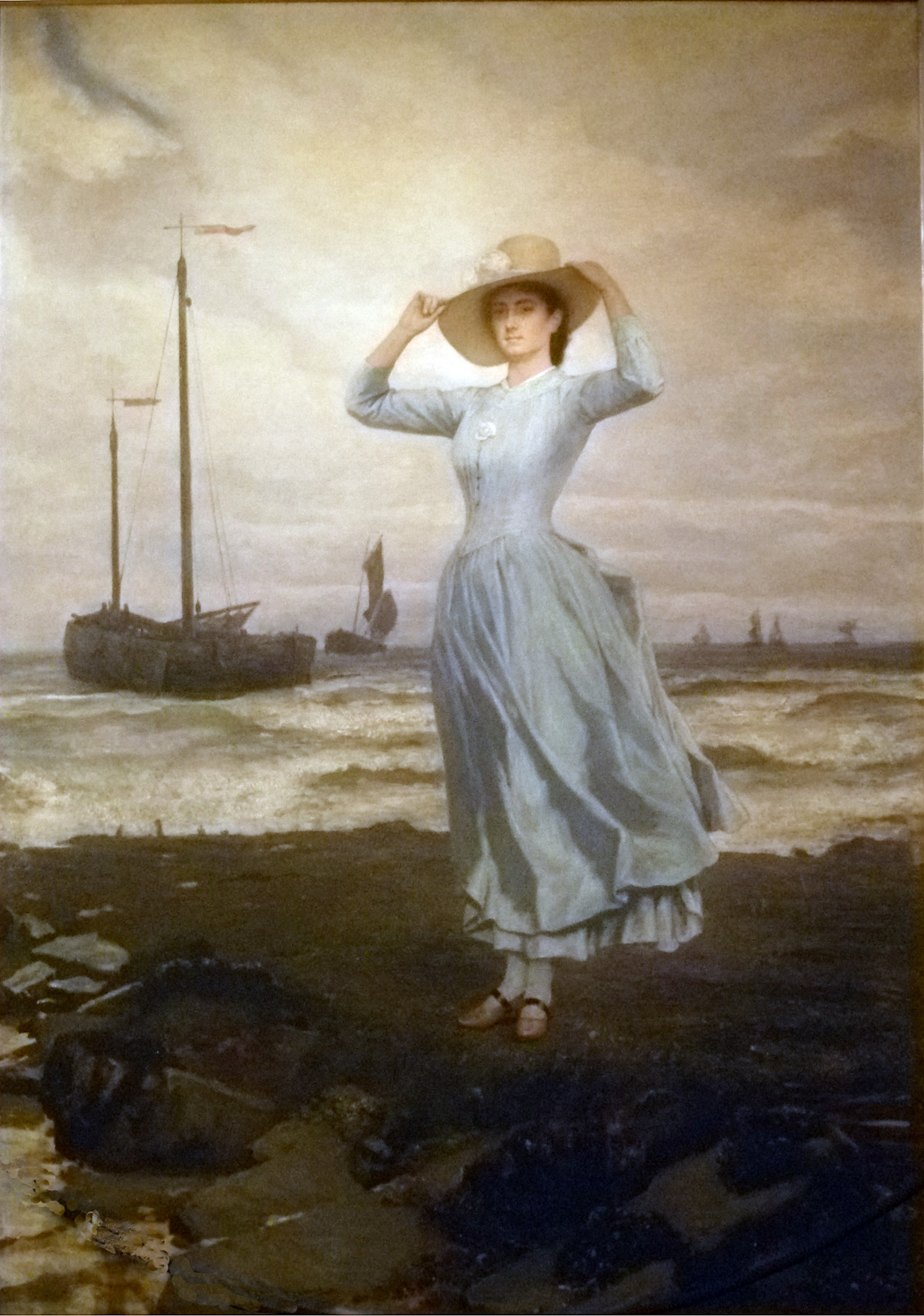
"Op de Golfbreker" (336 x 247 cm),デンデルモンデ市庁舎
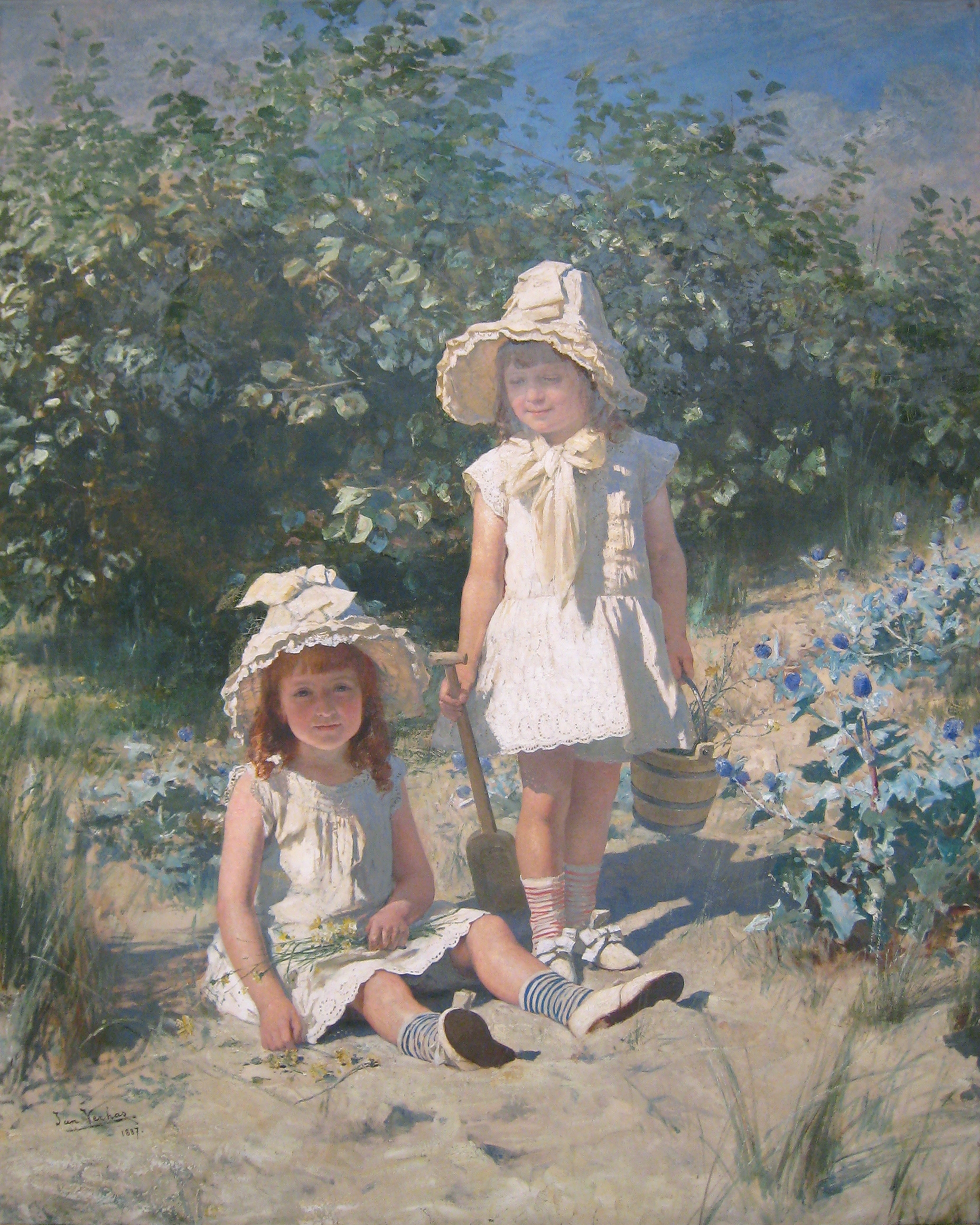
Les demoiselles van den Perre (1887) イクセル美術館蔵
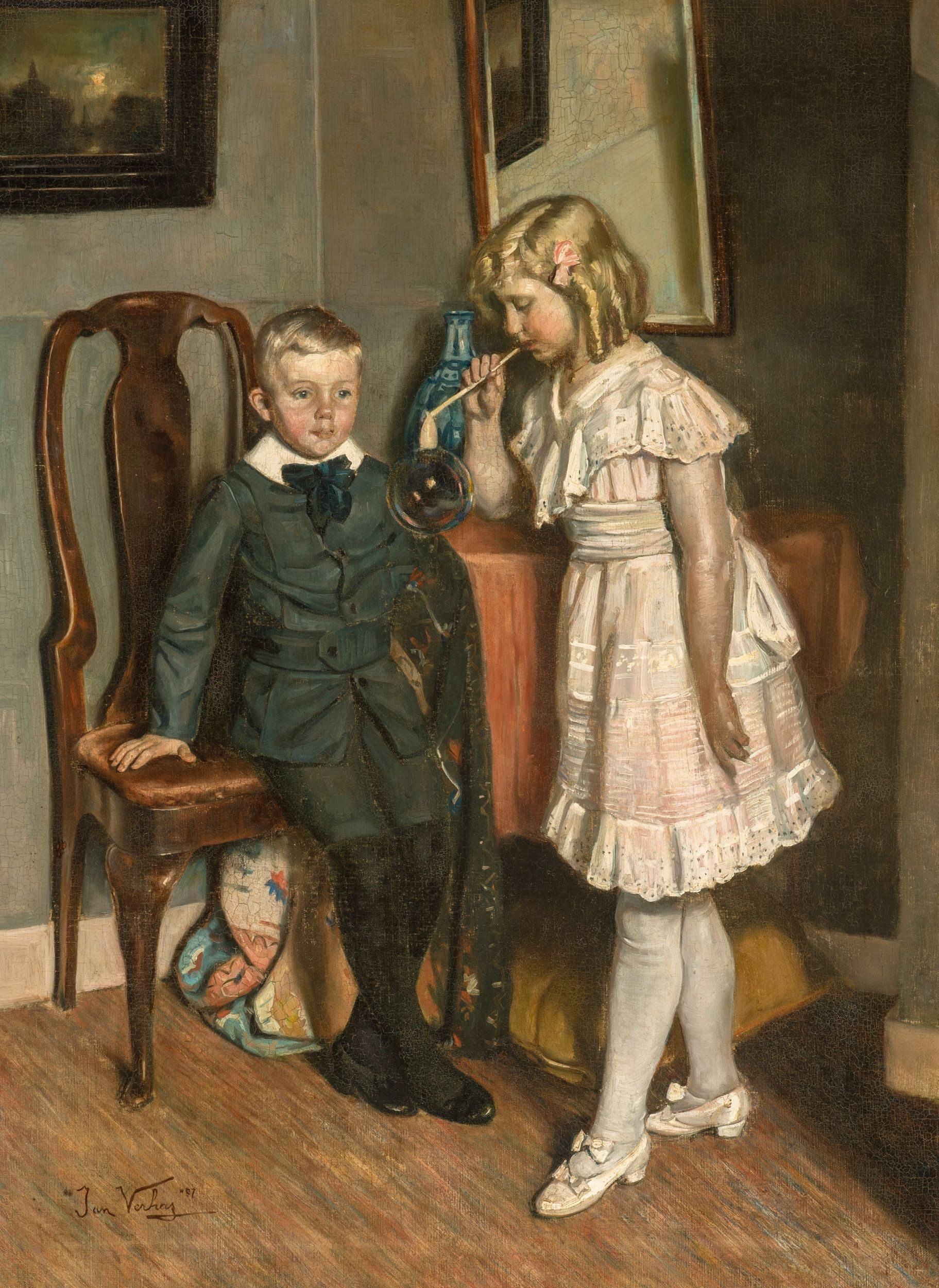
「しゃぼん玉で遊ぶ子供たち」、個人蔵
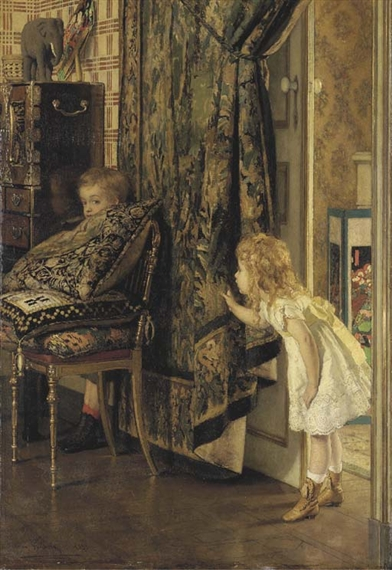
「かくれんぼ」